# 小菅丹治 (2代目)
小菅 丹治（こすげ たんじ、1882年4月27日 - 1961年9月16日）は、日本の経営者。神奈川県出身。

## 経歴
呉服店での奉公を経て、1908年4月に伊勢丹呉服店に入社。1916年2月に二代目小菅丹治を襲名し、1930年9月に株式会社伊勢丹を設立し、社長に就任。1960年7月には会長に就任。
1961年9月16日脳出血のために死去。79歳没。